# Parco nazionale di Yoshino-Kumano
Il parco nazionale di Yoshino-Kumano (吉野熊野国立公園?, Yoshino-Kumano Kokuritsu Kōen) è un parco nazionale che comprende parecchie aree non contigue della prefetture di Mie, Nara e Wakayama, in Giappone. Istituito nel 1936, il parco include il monte Yoshino, celebrato per i suoi fiori di ciliegio, nonché elementi del patrimonio dell'umanità dell'UNESCO Siti sacri e vie dei pellegrini nella penisola di Kii.

## Luoghi d'interesse
Luoghi d'interesse notevoli includono la gola di Dorokyō, il santuario shintoista di Kumano Hongū Taisha, il parco marino di Kushimoto, il monte Ōdaigahara, il monte Ōmine, il monte Yoshino e la cascata di Nachi.

## Municipalità collegate
Il parco attraversa i confini di cinque cities, sette cittadine e sei villaggi:
- Mie: Kihō, Kumano, Mihama, Ōdai, Owase
- Nara: Gojō, Kamikitayama, Kawakami, Shimokitayama, Tenkawa, Totsukawa, Yoshino
- Wakayama: Kitayama, Kushimoto, Nachikatsuura, Shingū, Taiji, Tanabe